# Seriola lalandi

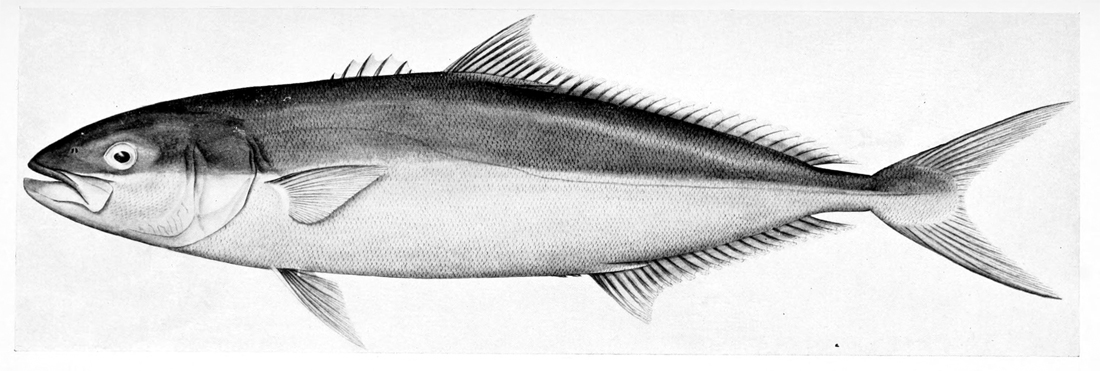
Hình ảnh của Seriola lalandi

Seriola lalandi, các tên gọi khác trong tiếng Anh dùng để chỉ loài cá này là southern yellowtail amberjack, yellowtail kingfish or great amberjack, là tên của một loài cá lớn sống ở những vùng biển phương Nam. Dù rằng trước đây người ta cho là chúng có mặt ở hầu hết tất cả các đại dương nhưng khi phân tích gen thì chúng lại là loài ở bán cầu Nam. Trái với kết quả phân tích, người ta vẫn bắt được chúng ở bán cầu Bắc ở nhiều thời điểm trong năm.

## Về mặt sinh học
Hiện tại, chúng ta vẫn chưa biết gì nhiều về loài cá này,kẻ cả môi trường sống từ giai đoạn trứng cho đến khi mới lớn, mô hình di cư và hành vi sinh sản. Ta chỉ biết rằng các cá thể trưởng thành thì thường sống ở những rặng đá, những khu vực đá trồi lên hoặc lõm xuống và quanh vùng ngoài khơi ở các đảo. Chiều dài tối đa được báo cáo cho đến nay là 180 cm. Người ta dùng loài cá này để làm thực phẩm và chế biến với những cách như nướng, làm khô hoặc làm nguyên liệu cho món sashimi.

## Nuôi trồng thủy sản
Seriola lalandi thích hợp để nuôi, tuy nhiên, trái với loài cùng chi là S. quinqueradiata (được nuôi ở nhiều nhiều nơi tại Nhật Bản), con non của loài này thì không thể bắt trong tự nhiên mà phải bắt các cặp cá bố mẹ trưởng thành, cho chúng phối giống với nhau để lấy con non. Loài cá này được tiêu thụ với mục đích chủ yếu là làm nguyên liệu cho món sashimi.